# Romang (Indonésia)

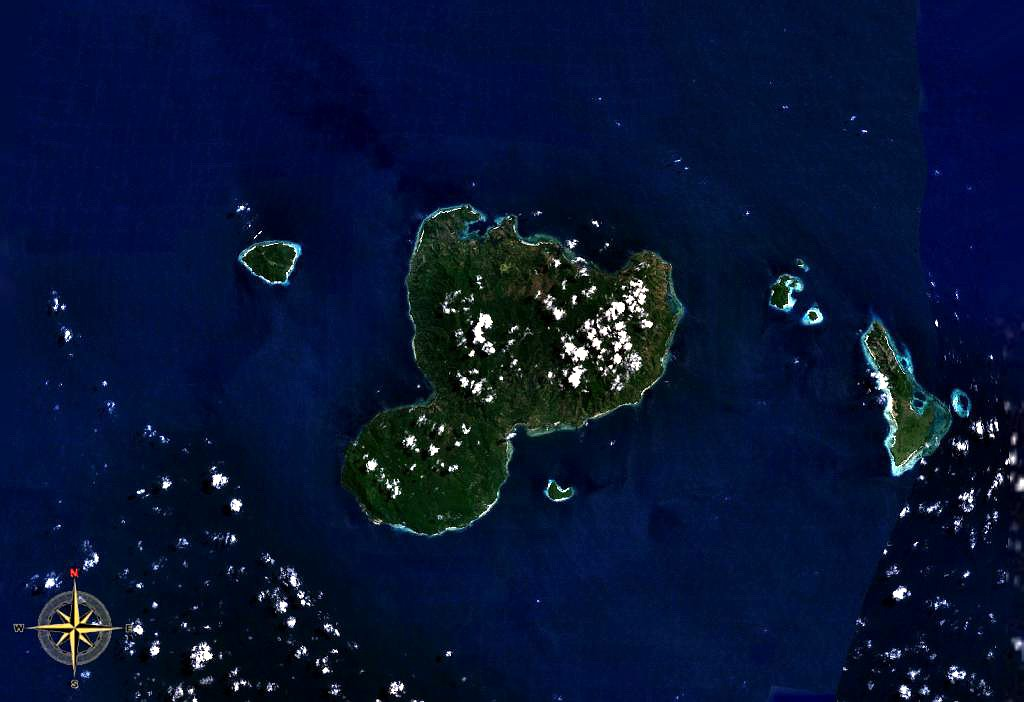
Ilha de Romang vista do espaço

Romang é uma ilha da Indonésia, localizada em 7° 35′ 00″ S, 127° 26′ 00″ L, a leste de Wetar.